# Apanteles bellicosus
Apanteles bellicosus är en stekelart som beskrevs av Papp 1977. Apanteles bellicosus ingår i släktet Apanteles och familjen bracksteklar. Inga underarter finns listade i Catalogue of Life.